# Pavlova

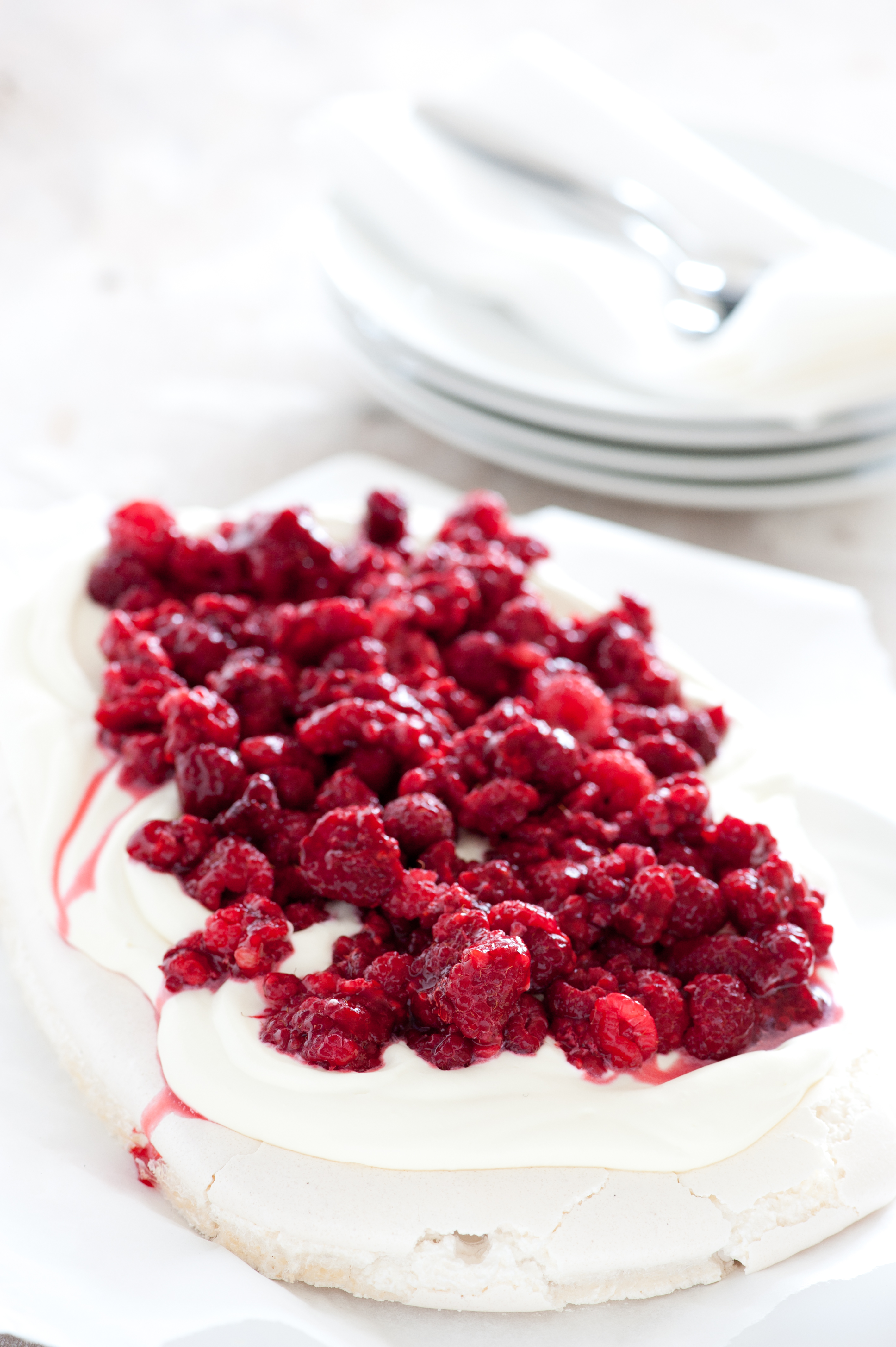
Pavlova zdobená lesními plody

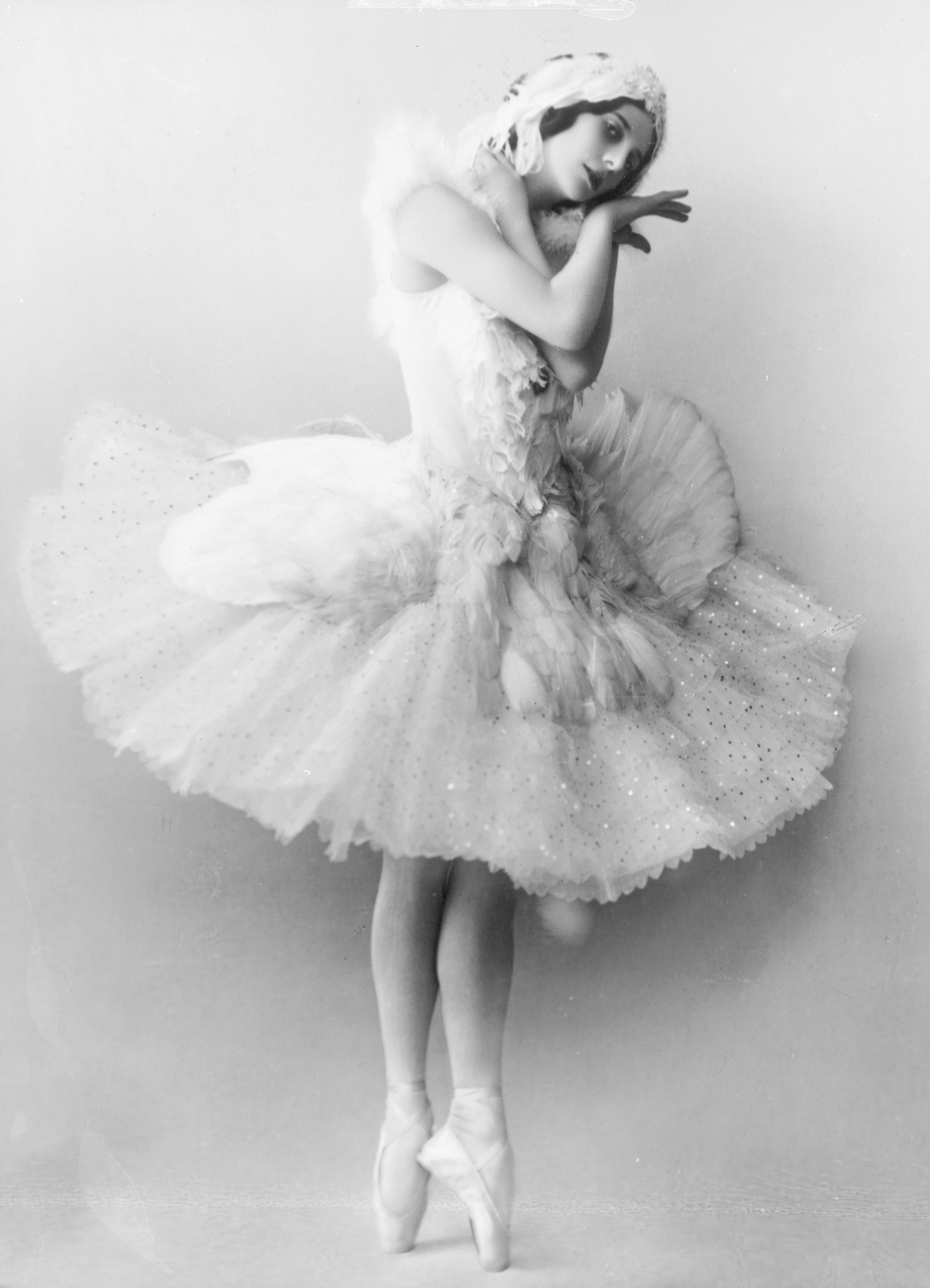
Balerína Anna Pavlovová ve své nejznámější roli „Umírající labutě“ (1905) na motivy 13. věty suity Karneval zvířat

Pavlova je dort z pečeného krému ze šlehaných bílků, zdobený šlehačkou a ovocem populární zejména v Austrálii a na Novém Zélandu. V obou zemích je považován za národní jídlo a obě země se přou o jeho původ.

## Historie
Dort je pojmenovaný na počest slavné ruské baleríny Anny Pavlovové, která v letech 1926 a 1929 navštívila Austrálii a Nový Zéland. O původ tohoto dortu se oba státy přou. Pravděpodobně však vznikl na Novém Zélandu. Keith Money, autor životopisu Pavlovové, uvedl, že dort připravil v roce 1926 šéfkuchař hotelu ve Wellingtonu, kde umělkyně bydlela. Šéfkuchař se inspiroval její tutu (baletní sukně) ze světlezeleného hedvábí. Sukni představoval krém ze šlehaných bílků ozdobený šlehačkou. K docílení zelené barvy, stejné jako balerínina tutu, ozdobil kuchař dort kiwi.

## Příprava
Dort se připravuje z ušlehaných bílků, ke kterým se přidá cukr, ocet, kukuřičný škrob a často i vanilková esence. Krém se peče pomalu, podobně jako pusinky. Pečením získá pavlova křupavý povrch ale měkký a vlhký vnitřek. To je způsobeno přidáním kukuřičného škrobu do krému. Upečený krém se ozdobí šlehačkou a čerstvým ovocem, nejčastěji kiwi a jahodami (oblíbené zejména na Novém Zélandu a v Austrálii), maracujou, broskvemi či malinami (časté ve Velké Británii).